# Green Line (Lehrwerksreihe)
Green Line ist eine mehrbändige Englischlehrwerksreihe für den gymnasialen Bildungsgang, die im Ernst Klett Verlag herausgegeben wird. Es existiert eine gleichnamige Vorgängerversion, die mit dem ersten Band für Klasse 5 bereits im Jahr 1984 herausgegeben wurde.

## Konzept

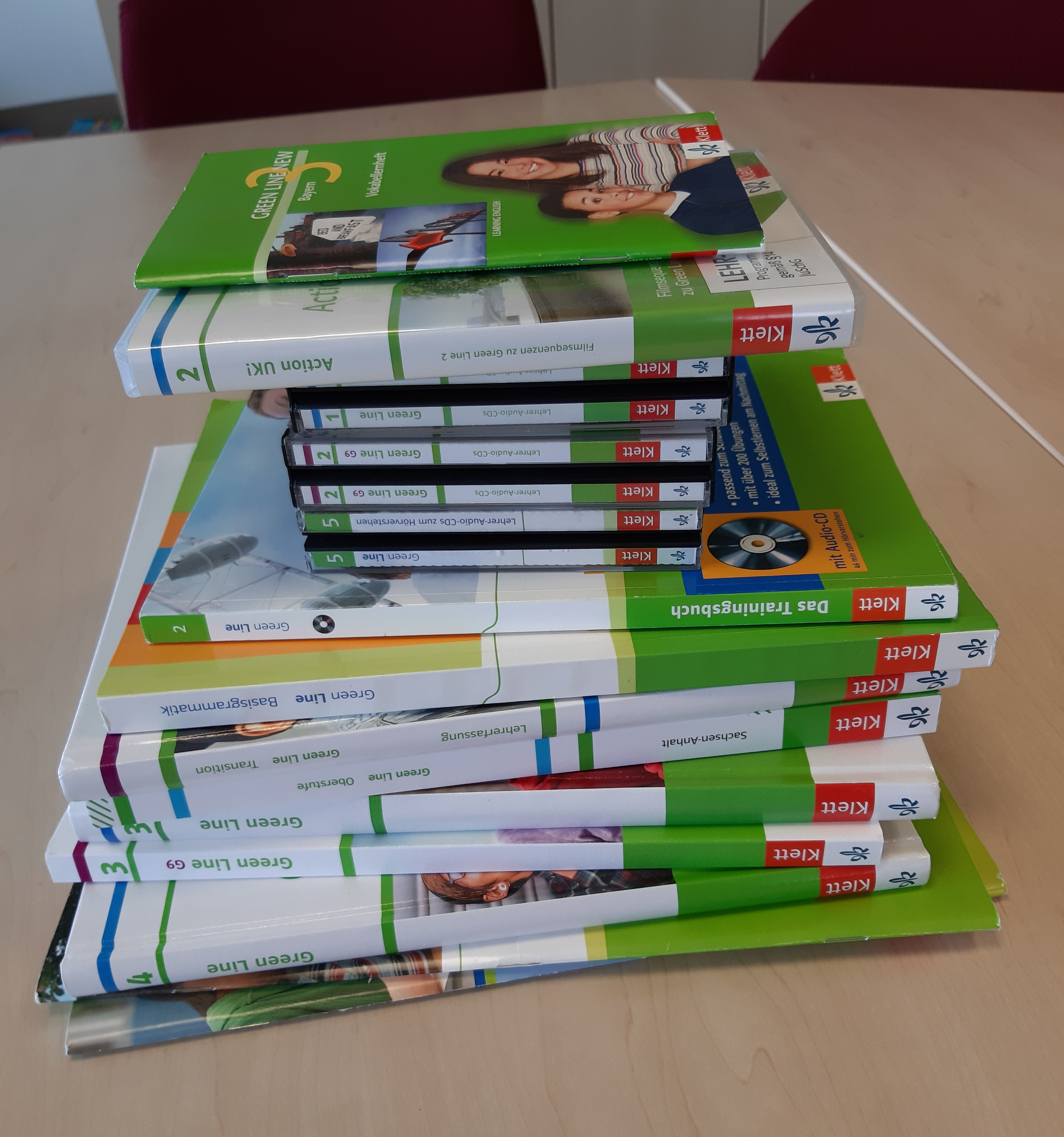
Verschiedene Bücher und Materialien der Serie im charakteristischen Grün

2006 erschien der erste Band der neuen Lehrwerksreihe. Die Lehrwerksgeneration beginnt mit dem Anfangswerk „Green Line 1“, mit dem die Schüler der Klasse 5 arbeiten, und endet nach „Green Line Transition“ (Klasse 11/Einführungsphase) mit dem Oberstufenband „Green Line Oberstufe“.
In jedem der Bände wird eine Vielzahl von Didaktikelementen vereinigt: Fertigkeitslehrgang mit prozessualem Lernen, Üben von Grammatik, Textqualität, kontextualisierte Übungen mit dem obersten Lernziel der Kommunikationsfähigkeit. Die Lehrwerksreihe stellt die zu erwerbenden Fertigkeiten ins Zentrum des Lernprozesses (Kompetenzorientierung). Die Lektionstexte folgen dem Prinzip des induktiven Lernens: an im Text auftauchenden grammatikalischen Strukturen leiten die Schüler die entsprechenden Regeln ab, die im Grammatikteil des Lehrwerks aufgeführt sind und durch Beispielsätze illustriert werden.
Neben den Lehrbüchern stellt der Verlag eine Reihe an Zusatzmaterialien bereit, beispielsweise Schülerarbeitshefte, Grammatiken, Audio-CDs und DVDs mit Lernfilmen. Außerdem gibt es zusätzliche Hilfen für Lehrer, wie Lehrerbände mit Musterlösungen oder Vorschläge zur Leistungsmessung in Klassenarbeiten. Darüber hinaus bietet der Verlag eine kostenlose Vokabeltrainer-App für iOS und Android an, in der man sich aber für jedes Buch die Vokabeln extra kaufen muss, wenn man sie nicht selbst in die App einträgt.

## Auszeichnungen
Werke der Serie Green Line wurden bereits zweimal mit dem Preis Schulbuch des Jahres des Georg-Eckert-Instituts ausgezeichnet: Im Jahr 2016 „Green Line Oberstufe Nordrhein-Westfalen“ und 2018 der Band „Green Line 3“ (3. Platz).

## Weitere Ausgaben

Bücherrückseiten der Green Line New-Reihe für bayerische Gymnasien (damals noch G8)

Die Vorgängergenerationen von Green Line heißen Green Line New, Green Line und Password Green. Sie sind ab 1995 bzw. 1999 im Ernst Klett Verlag erschienen und wurden durch Green Line ersetzt.
Parallel zu Green Line existieren im Lines-System die untereinander flexibel kombinierbaren, differenzierten Versionen Blue Line, Klett Red Line sowie Orange Line für heterogene Lerngruppen in Haupt-, Real- bzw. Gesamtschule.
Mehrere Bundesländer unterrichten mit gesonderten Werken, zum Beispiel „Green Line Sachsen-Anhalt“ oder „Green Line Bayern“. Darüber hinaus gibt es verschiedene Ausgaben für Abitur nach 8 bzw. 9 Jahren (G8 oder G9).